# Дејвид Ферагат
Дејвид Ферагат (енгл. David Glasgow Farragut; Ноксвил, 5. јул 1801 – 14. август 1870) био је адмирал САД, који се истакао у Америчком грађанском рату (1861–1865) на страни Уније.

## У грађанском рату
По избијању Америчког грађанског рата (1861–1865) определио се за Север, па је јануара 1862. постављен за команданта блокадне ескадре у Мексичком заливу. Садејствујући са флотилом бомбарди капетана фрегате Дејвида Портера (енгл. David Porter), форсирао је 24. априла 1862. улаз у Мисисипи, разбио флотилу Југа, заузео Њу Орлеанс и привремено пресекао везе између источног и западног дела Конфедерације. У даљем току рата успешно је оперисао против јужњачких лука и поморских снага у Мексичком заливу. посебно се истакао 5. августа 1864, када је форсирао улаз у залив Мобил, разбио тамошњи флотни одред Конфедерације, принудио форове на предају и заузео град.